# 啊，加拿大
《啊，加拿大》或《噢！加拿大》（英語：O Canada）是加拿大國歌。原本是聖施洗者約翰協會（Société Saint-Jean-Baptiste）的魁北克法语愛國音樂，為卡利克萨·拉瓦莱作曲配最先出現的阿道夫-巴西勒·鲁蒂埃爵士所寫的法文歌詞。1906年，歌词翻译为英文。1908年，罗伯特·斯坦利·韦尔重新填写了英文版歌词，新版本不是法文版的直接翻译。罗伯特谱写的英文版曾修改三次，最后一次修訂为2018年，而法文版歌曲从未修改过。《啊，加拿大》从1939起成为事实上的加拿大国歌，但直到1980年7月1日才成为法定国歌。

## 旋律
《啊，加拿大》是一首28節的歌曲，最初以鋼琴F大調寫成，
節拍，旋律為宏偉而堅定（Maestoso e Risoluto）。原稿已遺失。
音樂家羅斯杜芬認為拉瓦雷是通過改編莫扎特《牧師進行曲》（"March of the Priests"）的第1-8節、瓦格納《黎明將至，快醒來》（""）的9-16節、李斯特《節日之聲》（""）的第17-20節和馬蒂亞斯·凱勒《美國讚美詩》（"The American Hymn"）的第20-21節來創作的《啊，加拿大》。

## 歌词
加拿大官方认定《啊，加拿大》的英法两个版本。有时在演唱时会将英法双语版本混合演唱。

### 法文版
| 第1段 | |
| Ô Canada! Terre de nos aïeux, Ton front est ceint de fleurons glorieux! Car ton bras sait porter l'épée, Il sait porter la croix! Ton histoire est une épopée Des plus brillants exploits. Et ta valeur de foi trempée Protégera nos foyers et nos droits; Protégera nos foyers et nos droits.                            | 啊，加拿大！我們祖先的土地， 光榮的花冠戴在你頭上！ 你的手中拿著寶劍， 還把十字架掛上！ 你的歷史是一部史詩， 無比地壯麗輝煌。 你的勇武沉浸于信仰， 英勇地捍衛權利保家鄉； 英勇地捍衛權利保家鄉。           |
| 第2段 | |
| Sous l'œil de Dieu, près du fleuve géant, Le Canadien grandit en espérant. Il est né d'une race fière, Béni fut son berceau. Le ciel a marqué sa carrière Dans ce monde nouveau. Toujours guidé par sa lumière, Il gardera l'honneur de son drapeau.                                                                      | 在天主之眼下，在大河岸边， 加拿大人在希望中成长。 他在骄傲的冲刺中出生， 他的故土承蒙庇佑。 天堂记录他的一生， 在这个新世界里。 自始至终被祂的光辉引导， 他将维持他旗帜上的荣耀， 他将维持他旗帜上的荣耀。 |
| 第3段 | |
| De son patron, précurseur du vrai Dieu, Il porte au front l'auréole de feu. Ennemi de la tyrannie Mais plein de loyauté, Il veut garder dans l'harmonie, Sa fière liberté; Et par l'effort de son génie, Sur notre sol asseoir la vérité.                                                                                 | 从他的主保圣人，真神的先驱那里， 他将火焰般的光环戴在头上。 暴政的敌人 却充满了忠诚， 他想使这一切和谐。 他骄傲的自由， 并通过他的智慧所成就， 将真理置于我们的土地上， 将真理置于我们的土地上。           |
| 第4段 | |
| Amour sacré du trône et de l'autel, Remplis nos cœurs de ton souffle immortel! Parmi les races étrangères, Notre guide est la loi : Sachons être un peuple de frères, Sous le joug de la foi. Et répétons, comme nos pères, Le cri vainqueur : "Pour le Christ et le roi!" Le cri vainqueur : "Pour le Christ et le roi!" | 神圣的爱，宝座和祭坛， 以你永生的气息填满我们的心！ 在异国他乡的民族中， 法律是我们的指南： 让我们知道如何成为兄弟的人， 背負起信仰。 再一遍，像我们的父亲一样， 胜利口号：“为基督和国王！”                |

官方法文歌詞是四段詩的第一段，從開始到現在無變。

### 英文版
官方英文歌词来自罗伯特·斯坦利·韦尔（Robert Stanley Weir）法官在1908年的诗，跟法文版有些微地相似，但不是完全對译。1968年，加拿大國會上下議院聯席委員會曾對英文官方版歌词進行过修改。
| 第1段 | |
| O Canada! Our home and native land! True patriot love, in all of us command. With glowing hearts we see thee rise, The True North strong and free! From far and wide, O Canada, We stand on guard for thee. God keep our land, glorious and free! O Canada, we stand on guard for thee.          | 啊，加拿大，吾家园吾故土！ 爱国真心，统领我们全体。 心怀赤诚，看您崛起， 真北之邦自由强壮！ 无远弗届，啊，加拿大， 我们为您守卫着。 天主保佑我土，自由荣光！ 啊，加拿大，我们为您站岗。                         |
| 第2段 | |
| O Canada! Where pines and maples grow. Great prairies spread and lordly rivers flow. How dear to us thy broad domain, From East to Western sea. Thou land of hope for all who toil! Thou True North, strong and free! God keep our land glorious and free! O Canada, we stand on guard for thee. | 哦，加拿大！松枫生长的地方。 辽阔大草原蔓延着，庄严河流流淌着。 你广阔领域多么珍贵对我们， 从东海到西海。 你是所有劳动者的希望之地， 你真北之邦，自由强壮！ 天主保佑我土，自由荣光！ 啊，加拿大，我们为您站岗。 |
| 第3段 | |
| O Canada! Beneath thy shining skies May stalwart sons and gentle maidens rise, To keep thee steadfast through the years From east to western sea, Our own beloved native land! Our True North, strong and free! God keep our land glorious and free O Canada, we stand on guard for thee.        | 哦，加拿大！在你灿烂天空下 愿坚定儿子和温柔少女奋起， 保持你坚定通过多年 从东海到西海 我们的珍爱乡土！ 我们真北之邦，自由强壮！ 天主保佑我土，自由荣光！ 啊，加拿大，我们为您站岗。                             |
| 第4段 | |
| Ruler supreme, who hearest humble prayer, Hold our dominion within thy loving care; Help us to find, O God, in thee A lasting, rich reward, As waiting for the better Day, We ever stand on guard. God keep our land glorious and free O Canada, we stand on guard for thee.                     | 君主听见我们的谦卑祈祷， 把我们的自治权保持你爱心中； 天主，请帮助我们在你那里找到 永远而丰厚的报酬， 等待着美好的日子， 我们永远保持站岗。 天主保佑我土，自由荣光！ 啊，加拿大，我们为您站岗。                 |

前两行是一句，但是为了押韵（“land”和“command”），词的顺序和一般的口语顺序差別很多。
1980年的国歌法定把韦尔的原本诗中的“我们”（us）改成“你的儿子”，此外，增加一句关于神的歌词。利德蕙議員等女權主义者，批评英文歌词的“儿子”，支持原本的句子。但是这些意見长久以来一直沒受聯邦政府重視。2014年9月，自由黨議員貝朗格首次提出私人法案C-624改歌詞但很快就被保守黨多數政府否決。保守黨在2015年聯邦大選落敗於自由黨後，自由黨多數政府重新在2016年5月由貝朗格提出改歌詞的私人法案C-210，把「in all thy sons command」（统领您众儿子） 改爲 “in all of us command”（統領著我們全體）。歌词改成「我們」以后沒有了特定的性別傾向。同年6月15日，該法案在眾議院三讀通過，參議院則於2018年1月31日通過此法案。法案通过后，在2月7日獲得皇室御准。

### 双语版
双语版本是在全国性的活动，或在体育比赛和/或庆祝活动演唱。
| （英文）O Canada! Our home and native land! （英文）True patriot love in all of us command. （法文）Car ton bras sait porter l'épée, （法文）Il sait porter la croix ! （法文）Ton histoire est une épopée （法文）Des plus brillants exploits. （英文）God keep our land, glorious and free! （英文）O Canada, we stand on guard for thee. （英文）O Canada, we stand on guard for thee. | 啊，加拿大，吾家园吾故土！ 爱国真心，统领您众儿女。 你的手中拿着宝剑， 还把十字架挂上！ 你的历史是一部史诗， 无比地壮丽辉煌。 天主保佑我土，自由荣光！ 啊，加拿大，我们为您站岗。 |

### 因纽特语版
在努纳武特地区，《啊，加拿大》也有使用因纽特语颂唱。此语言版本名为。
转写：

## 雜事
歌手偶爾把英法歌詞混合。
在《啊，加拿大》成為國歌之前，加拿大的國歌為英國國歌《天佑吾王》，此歌至今還是加拿大皇家頌歌。另有亞歷山大·繆爾寫的《楓葉永恆》被當作非正式國歌傳唱。
《啊，加拿大》目前只有兩個官方認可的版本：英文和法文。
美國成人喜劇動畫《南方四賤客》第二季首集曾經惡搞此國歌。